# Cultura de Wadi Suq
La cultura de Wadi Suq defineix l'assentament humà a la Unió dels Emirats Àrabs i Oman en el període comprés entre el 2000 i el 1300 ae. Pren el nom d'un uadi, o curs d'aigua, a l'oest de Suhar, a Oman, i és continuadora de la cultura Umm al-Nar. Tot i que els arqueòlegs han tendit a considerar les diferències en els assentaments humans i els enterraments entre els períodes Umm al-Nar i Wadi Suq com a resultat d'una pertorbació externa greu (canvi climàtic, col·lapse del comerç o amenaça de guerra), l'opinió contemporània s'ha inclinat cap a un canvi gradual de la societat humana centrat en la ramaderia i els entorns comercials i socials circumdants.

## Història

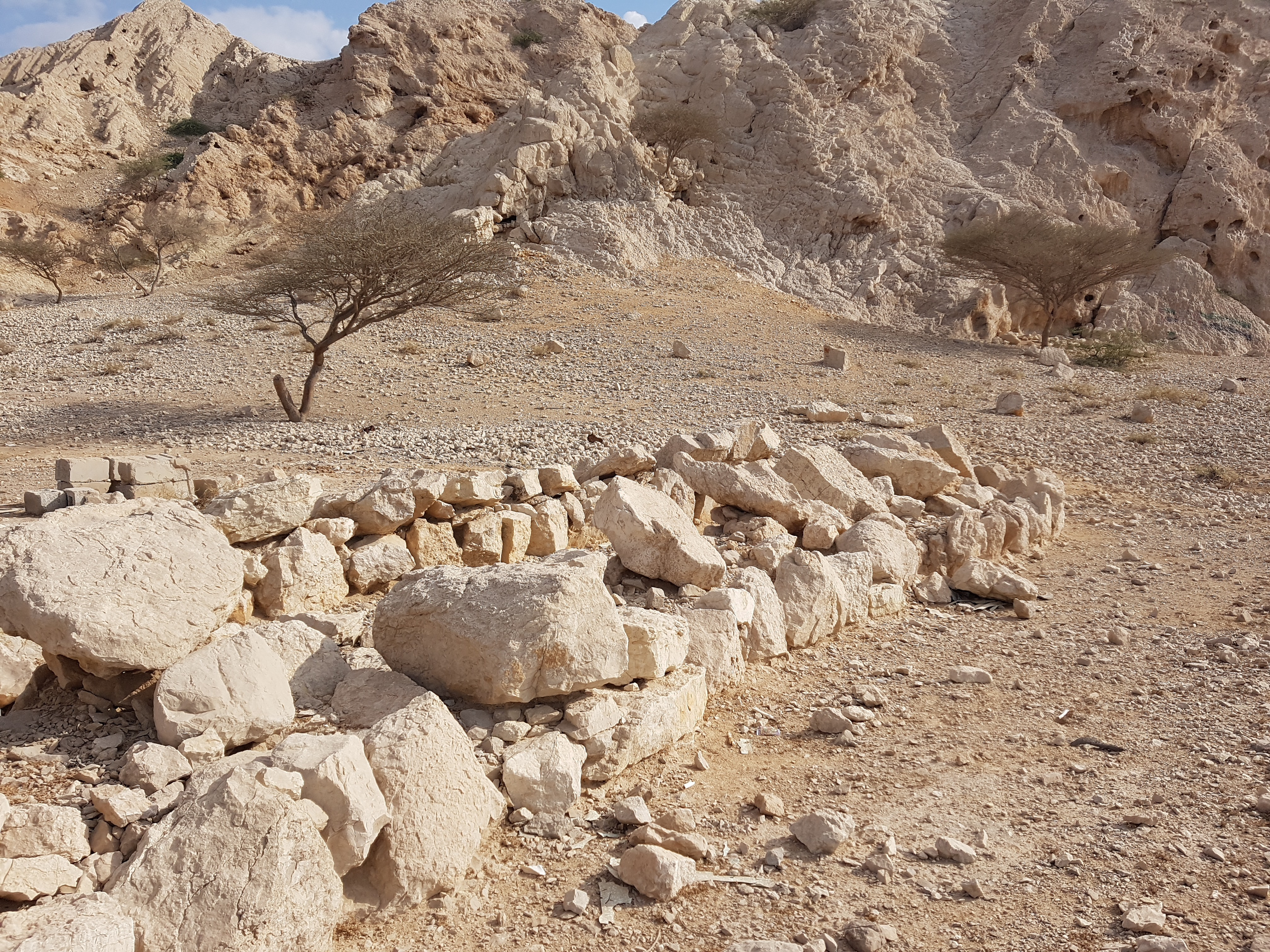
Tomba de Wadi Suq a Shimal, prop de Ras al-Khaimah

Sembla que la transició entre Umm al-Nar i Wadi Suq durà uns 200 anys o més, i les troballes a l'important jaciment de Tell Abraq, a l'actual Umm al-Qaiwain, a Wadi Suq, demostren la continuïtat dels enterraments d'Umm al-Nar.(1) Els indicis d'una major mobilitat de la població apunten a un canvi gradual d'hàbits humans més que no a un canvi sobtat: importants jaciments de l'època de Wadi Suq com ara Tell Abraq, Ed Dur, Seih al-Harf, Shimal i Kalba mostren una creixent complexitat de la ceràmica de coure i bronze, així com vincles comercials tant cap a l'est, amb la vall de l'Indus, com cap a l'oest, amb Mesopotàmia. La ceràmica de l'època de Wadi Suq també es considera més refinada, i són freqüents les troballes de ceràmica pintada i de gots de pedra tova.
Els estudis de les restes humanes de l'època apunten cap a un procés d'aridesa que es produí en els segles contigus entre els períodes d'Umm al-Nar i Wadi Suq, però no cap a un moviment o canvi social sobtat, sinó més aviat un canvi cultural gradual.
Els habitants de Wadi Suq no sols domesticaven dromedaris, també cultivaven blat, ordi i dàtils.(3) Durant aquest període es produí un desplaçament gradual dels assentaments costaners cap a l'interior.

## Tombes
Algunes proves evidents del canvi en els hàbits i la societat després del període d'Umm al-Nar es troben en els enterraments peculiars del poble de Wadi Suq, sobretot a Shimal, a Ras al-Khaimah, on hi ha més de 250 tombes. En alguns casos, la pedra tallada dels enterraments d'Umm al-Nar s'ha utilitzat per a construir tombes a Wadi Suq. Els enterraments de Wadi Suq són cambres llargues a les quals s'entra per un costat i moltes s'han utilitzat per a enterraments posteriors. Tot i que Shimal té la major quantitat de tombes de Wadi Suq, hi ha tombes per tots els Emirats Àrabs i Oman, des de simples túmuls fins a estructures sofisticades.
La necròpoli notable de Jebel Buhais, l'enterrament amb datació radiomètrica més antic dels Emirats Àrabs, és una àmplia necròpoli formada per tombes que abasten les èpoques de l'edat de pedra, ferro, bronze i el període hel·lenístic als Emirats Àrabs. L'àmplia zona d'enterraments presenta tombes importants de Wadi Suq, inclosa una cambra funerària única amb forma de fulla de trèvol, però no hi ha indicis de tombes de l'època d'Umm al-Nar, tot i que sí d'èpoques posteriors, fins i tot del període hel·lenístic. La tomba en forma de trèvol del període de Wadi Suq a Jebel Buhais, BHS 66, és una peça única d'arquitectura funerària dels Emirats Àrabs.

## Artefactes arqueològics

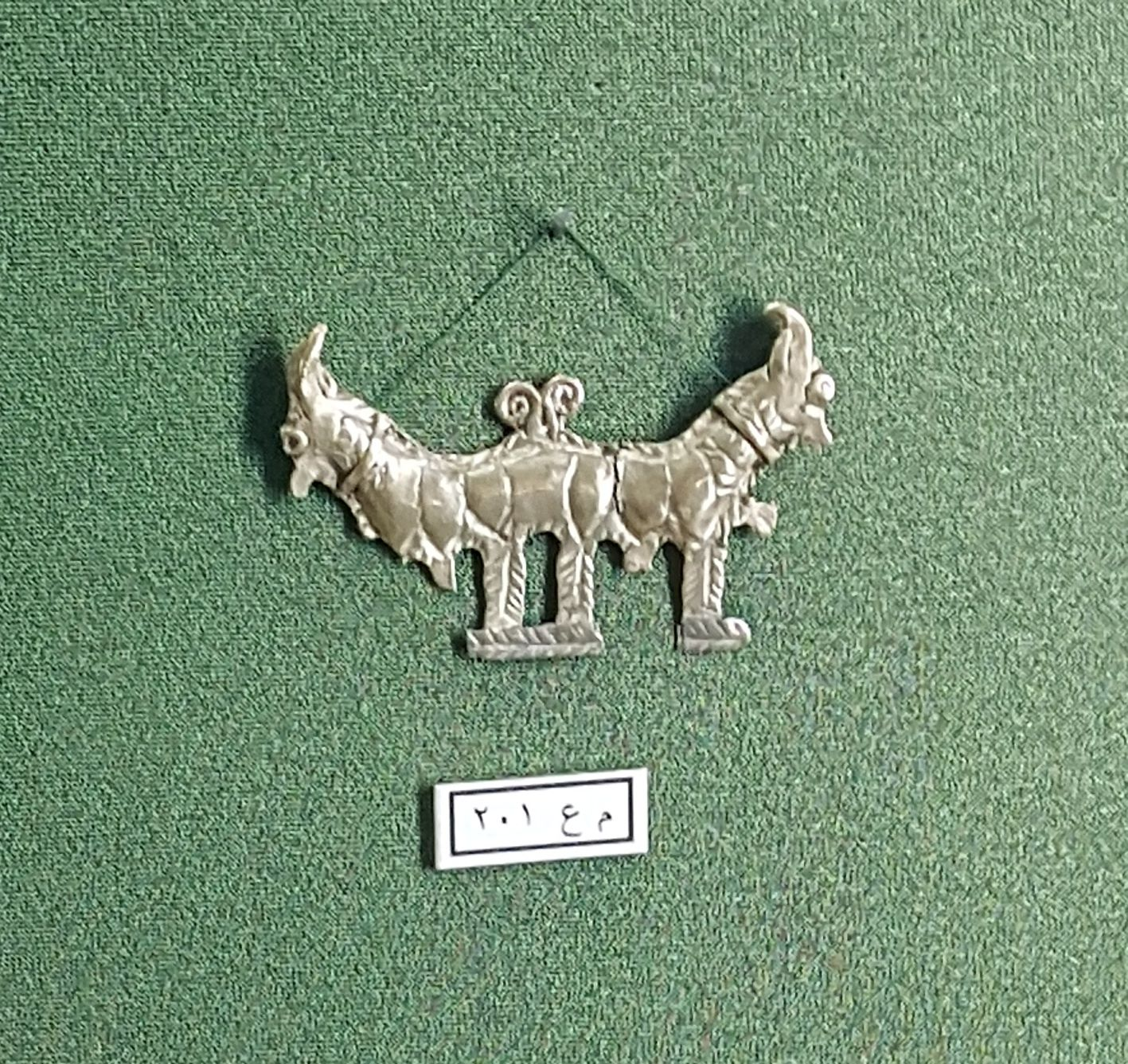
Placa d'aliatge d'electre de Wadi Suq, trobada a l'oasi de Qattara

L'armament de l'època de Wadi Suq mostra un clar augment de la sofisticació, amb una eclosió metal·lúrgica a la zona. S'han trobat tombes amb centenars d'armes i altres objectes metàl·lics, i espases llargues, arcs i fletxes n'eren les armes predominants. Les espases llargues trobades a Qattara, Qidfa, Al Qusais i Bidaa Bint Saud són de doble tall i empunyadura. Les llances lleugeres també eren típiques de l'època. Moltes d'aquestes armes es fongueren en bronze. Una tomba excavada a Shimal tenia unes 18 fines puntes de fletxa de bronze.
Una altra indústria que cresqué sense precedents en l'època de Wadi Suq fou la de gots de pedra tova. Mentre que en l'època anterior d'Umm al-Nar es decoraven amb cercles puntejats, després es feu amb línies incises i se n'han trobat amb abundància.(10)
La relativa riquesa i la creixent sofisticació metal·lúrgica dels habitants de Wadi Suq es palesen en les troballes de joies, com ara plaques d'or i electre que representen animals esquena amb esquena. Són clars els vincles amb Dilmun i la vall de l'Indus.